# 天戟短程彈道飛彈
天戟短程彈道飛彈，又稱天弓二B短程彈道飛彈，是一種中華民國空軍防空暨飛彈指揮部裝備的戰術彈道飛彈與短程彈道飛彈，用於打擊中國人民解放軍的軍事目標，是目前台灣已知有公開且實際部屬服役的彈道飛彈。

## 研發背景
1995年-1996年，臺海兩岸爆發臺灣海峽飛彈危機，又稱第三次臺灣海峽危機，時任中華民國國防部參謀本部參謀總長羅本立為因應中華民國國軍並無可直接打擊中國人民解放軍軍事目標的武器，於是下令國家中山科學研究院(CSIST)將4枚天弓二型防空飛彈改造為短程彈道飛彈，該改造計劃又被稱為「3124專案」。

## 飛彈性能
天戟短程彈道飛彈具有一個兩級推進器，彈頭可使用高爆彈或破片彈，中華民國政府及軍方將其稱為天弓二S（原型）或天弓二B（更新型、增程型，最遠可達500公里），而美國智庫戰略與國際研究中心的介紹中則將其稱為天戟（Tien Chi），珍氏戰略武器的評估則認為該飛彈射程最少可達120公里，最遠可達300公里，裝備彈頭重量原計畫為500公斤，但服役版本僅有100-200公斤的酬載。

## 部署位置
截至2001年初，多達50枚天戟短程彈道飛彈部署於兩個地點：作為臺灣本島前鋒的澎湖群島和作為馬祖列島前鋒的東引島，飛彈被安置在飛彈發射井中並受到天弓二型防空飛彈的保護。

## 更新計畫
2019年中華民國政府高層交由國家中山科學研究院進行飛彈更新，由於天戟短程彈道飛彈首批飛彈量產至今近20年，軍方已將該型飛彈列為更新重要計畫，天戟短程彈道飛彈的更新模式為彈體外型不變，但是內部彈頭火藥、導航控制系統、固態推進火藥以及末端的推進器等配置完全更換，因飛彈許多組件已獲得輕量化，多出來的空間及重量可用來強化彈頭破壞能量及飛彈精準度，透過更新飛彈內部各組件與固態火藥的方式，可讓破壞力更強以及射得更準，在導控系統更新後，誤差值縮小在3公尺內，達到精準打擊目的，不過飛彈射程目前仍維持500公里不變，更新案經核定後以代號「天鶚計畫」正式啟動，規畫以3年時間完成更新。